# Diskografie The Velvet Underground
Toto je diskografie newyorské rockové skupiny The Velvet Underground. Skupina vydala celkem pět studiových, pět koncertních a třináct kompilačních alb.

## Alba

### Studiová alba
| 1967               | The Velvet Underground & Nico - Vydáno: 12. březen 1967 - Vydavatelství: Polydor - Formát: CD, CS, LP | 171 | — | — | — | — | — | — | — | — | — |  |
| 1968               | White Light/White Heat - Vydáno: 30. leden 1968 - Vydavatelství: Verve - Formát: CD, CS, LP           | 199 | — | — | — | — | — | — | — | — | — |  |
| 1969               | The Velvet Underground - Vydáno: březen 1969 - Vydavatelství: Verve - Formát: CD, CS, LP              | 197 | — | — | — | — | — | — | — | — | — |  |
| 1970               | Loaded - Vydáno: září 1970 - Vydavatelství: Atlantic - Formát: CD, CS, LP                             | —   | — | — | — | — | — | — | — | — | — |  |
| 1973               | Squeeze - Vydáno: únor 1973 - Vydavatelství: Polydor - Formát: CD, CS, LP                             | —   | — | — | — | — | — | — | — | — | — |  |
| „—“ neumístily se. | |     |   |   |   |   |   |   |   |   |   |  |

### Koncertní alba
| 1972               | Live at Max's Kansas City - Vydáno: 30. květen 1972 - Vydavatelství: Cotillion - Formát: CD, CS, LP | —   | — | — | — | — | — | — | —  | — | —  |  |
| 1974               | 1969: The Velvet Underground Live - Vydáno: září 1974 - Vydavatelství: Mercury - Formát: CD, LP     | 205 | — | — | — | — | — | — | 31 | — | —  |  |
| 1993               | Live MCMXCIII - Vydáno: 26. listopad 1993 - Vydavatelství: Warner Bros. - Formát: CD, CS            | 180 | — | — | — | — | — | — | —  | — | 70 |  |
| 2001               | Final V.U. 1971-1973 - Vydáno: srpen 2001 - Vydavatelství: Captain Trip - Formát: CD                | —   | — | — | — | — | — | — | —  | — | —  |  |
| 2001               | The Quine Tapes - Vydáno: 16. říjen 2001 - Vydavatelství: Polydor - Formát: CD                      | —   | — | — | — | — | — | — | —  | — | —  |  |
| „—“ neumístily se. | |     |   |   |   |   |   |   |    |   |    |  |

### Kompilační alba
| 1971                            | Andy Warhol's Velvet Underground featuring Nico - Vydáno: 1971 - Vydavatelství: MGM - Formát: CD, LP                             | —  | — | — | — | — | — | — | — | —  | —  |  |
| 1985                            | VU - Vydáno: únor 1985 - Vydavatelství: Verve - Formát: CD, LP                                                                   | 85 | — | — | — | — | — | — | — | —  | 47 |  |
| 1986                            | Another View - Vydáno: září 1986 - Vydavatelství: Verve - Formát: CD, CS, LP                                                     | —  | — | — | — | — | — | — | — | —  | —  |  |
| 1989                            | The Best of The Velvet Underground: Words and Music of Lou Reed - Vydáno: říjen 1989 - Vydavatelství: Verve - Formát: CD, CS, LP | —  | — | — | — | — | — | — | — | —  | —  |  |
| 1991                            | Chronicles - Vydáno: 1991 - Vydavatelství: Mercury - Formát: CD, CS, LP                                                          | —  | — | — | — | — | — | — | — | —  | —  |  |
| 1995                            | The Best of Lou Reed & The Velvet Underground - Vydáno: 1995 - Vydavatelství: Global Rad - Formát: CD, CS, LP                    | —  | — | — | — | — | — | — | — | —  | 56 |  |
| 1997                            | Fully Loaded - Vydáno: 18. únor 1997 - Vydavatelství: Rhino - Formát: CD                                                         | —  | — | — | — | — | — | — | — | —  | —  |  |
| 2000                            | The Best of The Velvet Underground: The Millennium Collection - Vydáno: říjen 2000 - Vydavatelství: Polydor - Formát: CD         | —  | — | — | — | — | — | — | — | —  | —  |  |
| 2001                            | Rock and Roll: An Introduction to The Velvet Underground - Vydáno: 2. červenec 2001 - Vydavatelství: Polydor - Formát: CD        | —  | — | — | — | — | — | — | — | —  | —  |  |
| 2002                            | The Velvet Underground & Nico (Deluxe Edition) - Vydáno: 25. červen 2002 - Vydavatelství: Verve - Formát: CD, LP                 | —  | — | — | — | — | — | — | — | 40 | 59 |  |
| 2003                            | The Very Best of the Velvet Underground - Vydáno: 31. březen 2003 - Vydavatelství: Polydor - Formát: CD                          | —  | — | — | — | — | — | — | — | —  | —  |  |
| 2005                            | Gold - Vydáno: 14. červen 2005 - Vydavatelství: Polydor - Formát: CD                                                             | —  | — | — | — | — | — | — | — | —  | —  |  |
| 2008                            | Playlist Plus - Vydáno: 29. duben 2008 - Vydavatelství: Polydor - Formát: CD                                                     | —  | — | — | — | — | — | — | — | —  | —  |  |
| „–“ neumístily se v žebříčcích, | |    |   |   |   |   |   |   |   |    |    |  |

### Box sety
| 1993               | What Goes On - Vydáno: 1993 - Vydavatelství: Raven - Formát: CD                   | — | — | — | — | — | — | — | — | — | — |  |
| 1995               | Peel Slowly and See - Vydáno: 26. září 1995 - Vydavatelství: Polydor - Formát: CD | — | — | — | — | — | — | — | — | — | — |  |
| „—“ neumístily se. |                                                                                   |   |   |   |   |   |   |   |   |   |   |  |

## Singly
| Rok  | Skladba (A a B strana)                                                                                  | Album                         | Reference |
| ---- | --- | ----------------------------- | --------- |
| 1966 | „All Tomorrow's Parties“ b/w „I'll Be Your Mirror“                                                      | The Velvet Underground & Nico | [ 11 ]    |
| 1966 | „Sunday Morning“ b/w „Femme Fatale“                                                                     | The Velvet Underground & Nico | [ 11 ]    |
| 1966 | „White Wind“ b/w „Loop“                                                                                 | není                          | [ 11 ]    |
| 1968 | „White Light/White Heat“ b/w „Here She Comes Now“                                                       | White Light/White Heat        | [ 11 ]    |
| 1968 | „I Heard Her Call My Name“ b/w „Here She Comes Now“                                                     | White Light/White Heat        | [ 11 ]    |
| 1969 | „What Goes On“ (edit) b/w „Jesus“                                                                       | The Velvet Underground        | [ 11 ]    |
| 1969 | "The Velvet Underground"                                                                                | The Velvet Underground        | [ 11 ]    |
| 1971 | „Who Loves The Sun“ b/w „Oh! Sweet Nuthin'“                                                             | Loaded                        | [ 11 ]    |
| 1971 | „Who Loves The Sun“ (mono) b/w „Who Loves The Sun“ (stereo)                                             | Loaded                        | [ 11 ]    |
| 1971 | „Who Loves The Sun“ b/w „„Sweet Jane““                                                                  | Loaded                        | [ 11 ]    |
| 1973 | „Sweet Jane“ b/w „Rock & Roll“                                                                          | Loaded                        | [ 11 ]    |
| 1973 | „I'm Waiting for the Man“ b/w „Run Run Run“ b/w „Candy Says“                                            | Loaded                        | [ 11 ]    |
| 1973 | „I'm Waiting for the Man“ b/w „Candy Says“                                                              | Loaded                        | [ 11 ]    |
| 1985 | „Foggy Notion“ (edit) b/w „I Can't Stand It“ (promo)                                                    | VU                            | [ 11 ]    |
| 1988 | „I'm Waiting For The Man“ b/w „Heroin“                                                                  | není                          | [ 11 ]    |
| 1988 | „Venus in Furs“ b/w „All Tomorrow Parties“                                                              | není                          | [ 11 ]    |
| 1993 | „I'm Waiting For The Man“ b/w „Pale Blue Eyes“ b/w „White Light/White Heat“ b/w „Sweet Jane“            | není                          | [ 11 ]    |
| 1993 | „Venus in Furs“ b/w „I'm Waiting For The Man“                                                           | Live MCMXCIII                 | [ 11 ]    |
| 1994 | „Venus in Furs“ (live) b/w „Sweet Jane“ (live) b/w „Heroin“ (live) b/w „I'm Waiting for the Man“ (live) | není                          | [ 11 ]    |
| 2009 | „We're Gonna Have A Real Good Time Together“ b/w „If You Close The Door (After Hours)“                  | není                          | [ 11 ]    |